# انتونیشیدائه
انتونیشیدائه (نام علمی: Entoniscidae) تیره‌ای از راسته جورپایان است. اعضای این خانواده از سخت‌پوستان دریایی انگل خرچنگ‌های پهن و منزوی هستند. این انگل‌ها در دستگاه گردش خون میزبان بسر می‌برند. انتونیشیدائه از طریق سوراخی کیتینی که در اسکلت خارجی میزبان ایجاد می‌شود می‌تواند با محیط پیرامونی در ارتباط باشد. در این گونه، جانور ماده شباهت کمی با جانور آزادزی دارد اما ریخت‌شناسی لاروها ارتباط خویشاوندی این رده را نشان می‌دهد.

## رده‌بندی
منطبق بر WoRMS اعضای این خانواده شامل ۱۷ جنس در ۲ بالاخانواده است که عبارتند از:
Subfamily Entioninae Codreanu, Codreanu & Pike, 1960
- Achelion Hartnoll, 1966
- Allocancrion Uyeno & Boyko, 2020
- Cancrion Giard & Bonnier, 1887
- Entione Kossmann, 1881
- Entionella Miyashita, 1941
- Micippion Shiino, 1942
- Pinnixion McDermott, Williams & Boyko, 2019
- Pinnotherion Giard & Bonnier, 1889
- Portunion Giard & Bonnier, 1886
- Priapion Giard & Bonnier, 1888
- Tiarinion Shiino, 1942
- Xanthion Shiino, 1942

Subfamily Entoniscinae Kossmann, 1881
- Diogenion Codreanu, Codreanu & Pike, 1960
- Entoniscoides Miyashita, 1940
- Entoniscus Müller, 1862
- Paguritherium Reinhard, 1945
- Synalpheion Coutière, 1908